# Louna Ladevant
Louna Ladevant (* 2000 Grenoble) je francouzský horolezec a reprezentant v ledolezení, mistr světa a Evropy, vítěz celkového hodnocení světového a Evropského poháru a juniorský mistr světa v ledolezení na obtížnost.
Mezinárodních závodů v ledolezení se účastní také jeho starší bratr Tristan Ladevant, bronzový medailista z mistrovství světa.

## Výkony a ocenění
- 2017: juniorský mistr světa, desáté místo na mistrovství světa
- 2018: vítěz celkového hodnocení Evropského poháru, juniorský mistr světa
- 2019: bronzová medaile ze závodu světového poháru, vítěz celkového hodnocení Evropského poháru
- 2020: vítěz světového poháru, mistr Evropy
- 2021: mistr Evropy
- 2022: mistr světa
- 2023: mistr Evropy
- 2023: vítěz světového poháru

### Závodní výsledky
| Mistrovství světa v ledolezení | Mistrovství světa v ledolezení | Mistrovství světa v ledolezení |
| Rok                            | 2017                           | 2022                           |
| ------------------------------ | ------------------------------ | ------------------------------ |
| Obtížnost                      | 10                             | 1                              |

| Světový pohár v ledolezení | Světový pohár v ledolezení | Světový pohár v ledolezení | Světový pohár v ledolezení | Světový pohár v ledolezení | Světový pohár v ledolezení |
| Rok                        | 2017                       | 2018                       | 2019                       | 2020                       | 2023                       |
| -------------------------- | -------------------------- | -------------------------- | -------------------------- | -------------------------- | -------------------------- |
| Obtížnost                  | 20                         | 12                         | 11                         | 1                          | 1                          |
| jednotlivě* (4/0/1)        | -,11, ,22,20,-             | 19-21, 13,-,8,9            | -,-,20, · 4,,-             | ,13,                       | 5,,                        |
|                            |                            |                            |                            |                            |                            |
| Rychlost                   | 41                         | 14                         | 19                         | —                          | —                          |
| jednotlivě*                | 23,28,-,-                  | 19,12,-,11,29              | -,-,11, 7,-,-              | —                          | —                          |

* poznámka: napravo jsou poslední závody v roce
| Mistrovství Evropy v ledolezení | Mistrovství Evropy v ledolezení | Mistrovství Evropy v ledolezení | Mistrovství Evropy v ledolezení | Mistrovství Evropy v ledolezení | Mistrovství Evropy v ledolezení |
| Rok                             | 2018                            | 2020                            | 2021                            | 2022                            | 2023                            |
| ------------------------------- | ------------------------------- | ------------------------------- | ------------------------------- | ------------------------------- | ------------------------------- |
| Obtížnost                       | 5                               | 1                               | 1                               | —                               | 1                               |

| Evropský pohár v ledolezení | Evropský pohár v ledolezení | Evropský pohár v ledolezení |
| Rok                         | 2018                        | 2018/2019                   |
| --------------------------- | --------------------------- | --------------------------- |
| Obtížnost                   | 1                           | 1                           |
| jednotlivě* (5/0/0)         | ,,-                         | ,-,-,                       |

* poznámka: napravo jsou poslední závody v roce
| Mistrovství světa juniorů v ledolezení | Mistrovství světa juniorů v ledolezení | Mistrovství světa juniorů v ledolezení | Mistrovství světa juniorů v ledolezení | Mistrovství světa juniorů v ledolezení |
| Rok                                    | 2016 U19                               | 2017 U19                               | 2018 U19                               | 2020 U21                               |
| -------------------------------------- | -------------------------------------- | -------------------------------------- | -------------------------------------- | -------------------------------------- |
| Obtížnost                              | 5                                      | 1                                      | 1                                      | 4                                      |